# توپولا
توپولا (به صربی: Topola) یک شهرستان در صربستان است که در شومادئیا و صربستان غربی واقع شده‌است. توپولا ۲۷۲ متر بالاتر از سطح دریا واقع شده‌است.